# Delphinium bakeri
Delphinium bakeri,amb el nom comú esperó de cavaller de Baker, és una espècie de planta herbàcia i perenne de la família de les ranunculàcies (Ranunculaceae). És una espècie en perill d'extinció, endèmica de Califòrnia (EUA), l'única població coneguda s'estima en 35 exemplars.

## Descripció
Aquesta espècie rara creix d'un gruix, tuberós, i fresc grup d'arrels, fins a una alçada de 70 cm. Les fulles es troben en el terç superior de la tija, de color verd al temps que floreix.
Les flors tenen forma irregular. Té cinc sèpals conspicus, de color blau fosc brillant o porpra, amb el sèpal posterior allargat en esperó. Els pètals discrets es presenten en dos parells. El parell inferior és oblong i blau porpra, el parell superior és oblic i blanc. Les llavors es presenten en diversos fruits secs i de moltes llavors que s'obren a la maduresa només per un sol costat. L'espècie floreix d'abril a maig.

## Distribució i hàbitat
Creix en sòls de pissarres descompostes, en comunitats arbustives costaneres. Històricament, se la coneixia de la Vall Coleman al Comtat de Sonoma, i prop de Tomales al Comtat de Marin, Califòrnia.

## Taxonomia
Delphinium bakeri va ser descrita per Joseph Andorfer Ewan i publicat a Bulletin of the Torrey Botanical Club 69(2): 144–145, a l'any 1942.
Etimologia
Vegeu: Delphinium
bakeri: epítet atorgat en honor del botànic Milo Samuel Baker (1868-1961).